# Абдулин, Загид Мухабулович
Загид Мухабулович Абдулин (1906—1989) — советский хозяйственный, государственный и политический деятель, Герой Социалистического Труда (1948).

## Биография
Родился в 1906 году в татарском селе на Волге. Член ВКП(б).
С 1922 года — на хозяйственной, общественной и политической работе. В 1922—1964 гг. — пильщик на лесопильном заводе, в совпартшколе, учитель, секретарь Ташаузского районного комитета партии, выпускник Ленинградского сельскохозяйственного университета, первый секретарь Аштского, Пролетарского, Мургабского, Орджоникидзебадского райкомов КПТ, второй секретарь Кулябского обкома КПТ, начальник управления совхозов Таджикской ССР, начальник управления мясомолочной промышленности Совнархоза Таджикской ССР.
Указом Президиума Верховного Совета СССР от 1 марта 1948 года присвоено звание Героя Социалистического Труда с вручением ордена Ленина и золотой медали «Серп и Молот».
Избирался депутатом Верховного Совета Таджикской ССР 2-6-го созывов.
Умер в 1989 году в Душанбе.
Награждён орденом «Знак Почёта» (28.04.1940) — «за активное участие в строительстве величайшего в Союзе ССР ирригационного сооружения Большого Ферганского канала имени тов. И. В. Сталина и проявленные при этом выдающиеся успехи».